# مقاطعة لابير (ميشيغان)
مقاطعة لابير هي مقاطعة في ميشيغان، بلغ عدد سكانها 88٬319  نسمة، في 2010، عاصمتها لابير، تبلغ مساحتها 1٬717 كيلومتر مربع.

## الموقع
تشترك في الحدود مع:
- مقاطعة سانيلاك (ميشيغان)
- مقاطعة أوكلاند، ميشيغان
- مقاطعة جينيسي
- مقاطعة ماكومب
- مقاطعة سانت كلير (ميشيغان)
- مقاطعة توسكولا.

## التقسيمات الإدارية
- لابير.